# 게리 라이트보디
게리 라이트바디(Gary Lightbody, 1976년 6월 15일 ~ )는 얼터너티브 락밴드 스노우 패트롤의 리드보컬이자 리듬 기타리스트로 가장 잘 알려진 아일랜드의 음악가이다.

## 생애
북아일랜드의 Bangor에서 태어났으며 Rockport School과 Campbell College를 다녔다. 1994년 스코틀랜드로 가서 Dundee대학에서 영어영문학을 공부했다.
성장하면서 Super Furry Animals, Quincy Jones, Kool & the Gang 그리고 Michael Jackson의 음악을 들었고 10대때는 AC/DC와 KISS 같은 하드락밴드에 빠졌다가 또 Sebadoh, Mudhoney, Pixies 그리고 Pavement의 음악을 들었다. 어렸을 때부터 Bono 같은 "지구에서 가장 큰 락스타"가 되는 꿈을 꿈을 꾸진 했지만 한번도 'cool'한 적은 없었다고 한다.
엑스맨, 특히 울버린의 팬이기도 하며 이와 관련된 만화책을 한무더기 가지고 있다. 어렸을 때 만화책을 여러권 사놨는데 그 중 몇개는 아예 열어보지도 않았다. 나중에 언젠가 그것들이 희귀해져서 수집할만한 것들이 될수도 있다는 희망을 품고있다. 나중에 인터뷰에서 그는 이 책들이 언젠가 그에게 연금을 벌어다줄지도 모른다고 말했다. 자신을 만화덕후(comics freak)라고 생각한다.

## Snow Patrol

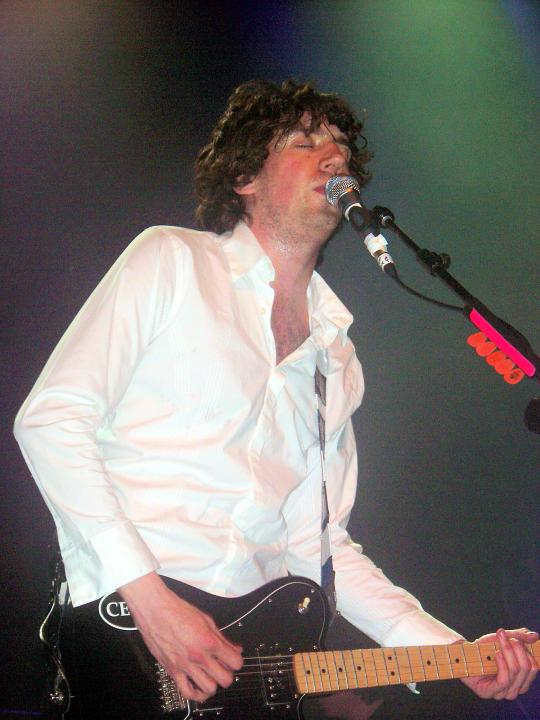
게리 라이트바디

게리는 1994년에 Mark McClelland와 드러머인 Michael Morrison과 함께 Shrug라고 하는 밴드를 결성했다. 이후 모리슨이 밴드를 떠났고 이미 같은 이름을 가진 다른 밴드가 있었기 때문에 어쩔 수 없이 밴드 이름을 "Polarbear"로 바꾸게 된다. 밴드 결성후 처음 7년간 그들은 드러머인 Jonny Quinn을 영입하여 앨범 2장(Songs for Polarbears와 When It's All Over We Still Have to Clear Up)을 발매했고 Levellers, Ash 와 Travis 같은 밴드와 함께 투어를 다녔다. 이 처음 2장의 앨범을 녹음하는 동안은 스노우 패트롤은 글래스고에서 머물렀다. 게리는 Sauchiehall Street에 있는 Nice n Sleazy's Bar에서 일을 했었다. 현재 게리는 Belfast에 거주하지만 글래스고에도 작은 집을 갖고있으며 절대 이곳을 뒤로하고 잊어버리지 않을것이라고 말한다. 글래스고가 그에게 최초로 성공의 맛을 느끼게 해주었기 때문에 게리는 이 곳에 대한 애착을 가지고 있다.
초창기 시절엔 게리가 술을 매우 많이 마셨으며 그의 표현으로는 "무개념에다가 성격이 이상하고 정신병자" 같았다고 한다. 스노우 패트롤의 금전적인 성공의 부재는 그를 좌절시켰으며 그는 목적없이 방황했었다. 그는 관객들을 욕하고 밴드의 장비들을 부수기 시작했으며 어느날은 그들이 감당할 수도 없는 기타들을 부수기도 했다. 이러한 상태는 2년간 지속되었다. 그는 후에 음주를 그만 두었고 현재는 그저 "즐기기 위해서" 정도만 술을 마신다고하며 이렇게 제정신을 차리게 된 것에 대해 밴드 동료들에게 고마움을 느낀다고 한다. "Disaster Button" (A Hundred Million Suns)라는 노래가 이 내용에 대한 노래이다. 뮤지션이긴 하지만 그는 악보를 읽을 수 없으며 코드를 통해서 그의 방식대로 "추측"한다고 말했다. 그의 목소리 타입은 바리톤이다.
2012년 7월 그는 Deryy(Londonderry)에 있는 Millennium Forum에서 Ulster 대학으로부터 문학분야의 명예 박사학위를 받아서 Gary Lightbody '박사'가 되었다.

## 작곡
게리는 15살때 집안 부엌 아래에 있는 작은 방에서 곡을 쓰기 시작하였다. 그는 짧은 기타 레슨을 받아서 기타의 기본을 배웠다. 그는 어떠한 악기를 마스터하면 안된다고 생각했기 때문에 레슨을 진행시키지 않았으며 공식대로 하는 것 보다는 자신만의 방식을 개발하는 것을 좋아했다. 오늘날 그는 그의 초창기 곡들을 그렇게 좋아하지는 않으며 그 노래들이 "구리다(sucked)"라고 생각한다. 그의 작곡 스타일은 대개 간단하고 기본적이며 그 자신도 "한번도 기본 이상으로 발전시킨적이 없다"라고 말하여 이를 인정하고 있다. 그는 솔직한 노래를 쓰는 가장 좋은 방법은 "심플"하게 하는 것이라며 복잡하게 하려고 하면 의도된 메시지를 왜곡하게 된다고 생각한다. 자신의 밴드는 항상 될 수 있는 한 가장 "간단하고 순수하게(simple and pure)" 하려고 노력중이며 마음으로부터 우러나온 작곡을 한다고 생각한다. 게리가 작곡을 시작하게끔 영감을 준 주요한 것들 중의 하나는 유명한 아일랜드 시인인 Seamus Heaney이며 이 내용은 스노우 패트롤의 싱글인 The Planets Bend Between Us의 'Reading Heaney To Me'라는 b-side 트랙곡에 나타나있다. 이 노래에는 Heaney의 시들이 가사 내내 나온다.
게리의 가사는 전형적으로 사랑이야기를 다루고 있다. 그는 그 스스로를 정치적인 사람이라고 생각하며 그런 주제로 노래를 써보려고 시도해왔으나 결국은 그 노래들이 모두 어색하다고 생각하게 되어서 노력을 그만 두었다. 게리는 처음 두개의 앨범(Songs for Polarbears 와 When It's All Over We Still Have to Clear Up)에 실린 모든 노래는 모두 개인적인 경험에서 나온 노래라고 말한다. 그의 가사들은 종종 스스로를 비판한다. 그는 여자친구를 두고 바람핀 후에 쓴 곡인 "Chocolate"라는 노래를 예로 들었다. 그는 또한 작곡을 일종의 스스로를 치유하는 방법이라고 생각한다.
게리의 작곡은 그에게 많은 찬사를 가져다주었다. 2009년 10월, 그는 이름은 밝히지 않겠지만 어떤 유명인사가 그에게 스노우 패트롤이 오늘날 세상의 상식이 되는 곡들을 썼으며 그들의 노래가 대중들의 의식의 일부가 되고 있다고 말했다고 밝혔다. 그는 그들의 작품을 Frank Sinatra 와The Beatles 같은 아티스트의 작품에 비유했다. 게리도 이를 느끼게 되었고 리얼리티 티비 프로그램에서 사람들이 자신의 노래로 공연하는 것을 그 예로 들었다.